# Nnedi Okorafor
Nnedimma Nkemdili Okorafor  (Cincinnati, 8 april 1974) is een Amerikaans-Nigeriaanse schrijfster van sciencefiction- en fantasyboeken. Ze won hiervoor onder meer twee Hugo Awards, twee Locus Awards, een World Fantasy Award, een Nebula Award en een Eisner Award.

## Biografisch
Okorafor werd geboren in de Verenigde Staten als dochter van Nigeriaanse ouders. Ze was in haar jeugd een begenadigd tennisster en atlete, maar nadat ze op haar dertiende werd gediagnosticeerd met scoliose verslechterde haar lichamelijke toestand. Door een complicatie tijdens een operatie raakte ze op haar negentiende verlamd vanaf haar middel. Om zichzelf bezig te houden, begon ze met schrijven. Het gevoel in haar onderlichaam keerde dat jaar geleidelijk terug en Okorafor leerde opnieuw lopen. Eenmaal terug op haar opleiding nam ze lessen creatief schrijven. Ze haalde een master journalistiek aan de Michigan State University en een PhD in Engels aan de University of Illinois Chicago.
Okorafor begon met het schrijven van korte verhalen en novelles. Haar eerste volledige boeken waren vervolgens gericht op een jong publiek. Ze publiceerde in 2010 haar eerste sciencefiction-fantasyboek voor volwassenen, Who Fears Death. Dit speelt zich af in een post-apocalyptisch Afrika. Het hoofdpersonage Onyesonwu is hierin de dochter van een donkergekleurde vrouw die werd verkracht door een lichtgekleurde man. Eenmaal volwassen wil ze haar magische krachten gebruiken om het op te nemen tegen haar eveneens met magie begiftigde vader. Okorafor won hiervoor een World Fantasy Award. Ook haar andere boeken spelen zich veelal af in Afrika, hebben doorgaans vrouwelijke hoofdpersonages en zijn doorspekt met Afrikaanse folklore en personages.
Okorafor was ook als schrijfster betrokken bij een aantal comics, met name over het het personage Black Panther, zijn zus Shuri en hun land Wakanda.

### Boeken
- 2010 - Who Fears Death (World Fantasy Award)
- 2013 - Kabu Kabu (verhalenbundel)
- 2014 - Lagoon
- 2015 - The Book of Phoenix
- 2015 - Binti (Binti-trilogie I, novelle, Hugo Award, Nebula Award)
- 2017 - Binti: Home (Binti-trilogie II, novelle)
- 2018 - Binti: The Night Masquerade (Binti-trilogie III, novelle)
- 2019 - Broken Places & Outer Spaces: Finding Creativity in the Unexpected (autobiografisch)
- 2021 - Remote Control (novelle)
- 2021 - Noor

### Young adult
- 2005 - Zahrah the Windseeker
- 2007 - The Shadow Speaker
- 2011 - Akata Witch (The Nsibidi Scripts #1)
- 2017 - Akata Warrior (The Nsibidi Scripts #2, Locus Award)
- 2020 - Ikenga
- 2022 - Akata Woman (The Nsibidi Scripts #3)

### Jeugd
- 2009 - Long Juju Man
- 2012 - Iridessa and the Secret of the Never Min
- 2020 - Chicken in the Kitchen

### Comics
- 2017 - Black Panther: Long Live the King (Marvel Comics)
- 2018 - LaGuardia (Dark Horse Comics, Hugo Award, Eisner Award)
- 2018 - Shuri (Marvel Comics)
- 2018 - Wakanda Forever (Marvel Comics)
- 2018 - Antar: the Black Knight (IDW/Mirage Films)
- 2020 - Shuri: Wakanda Forever  (Marvel Comics)
- 2021 - After The Rain (Abrams Books)